# Tomokazu Myojin
Tomokazu Myojin (n. 24 ianuarie 1978) este un fotbalist japonez.

## Statistici
| Japonia | Japonia | Japonia |
| An      | Meciuri | Goluri  |
| ------- | ------- | ------- |
| 2000    | 9       | 2       |
| 2001    | 7       | 0       |
| 2002    | 10      | 1       |
| Total   | 26      | 3       |